# ماري موريس نولز
كانت ماري موريس نولز (1733-1807) شاعرة إنجليزية من الصحابيين الإبطاليين. دافعت عن حق المرأة في اختيار زوجها وعن حقها في التحصيل العلمي، ساعدت في تطوير شكل جديد من أشغال الإبرة، واجهت صموئيل جونسون، تحدت جيمس بوسويل ودعمت إلغاء تجارة العبيد والعبودية. نشرت العديد من الأعمال تحت اسمها قبل الزواج، موريس.

## حياتها

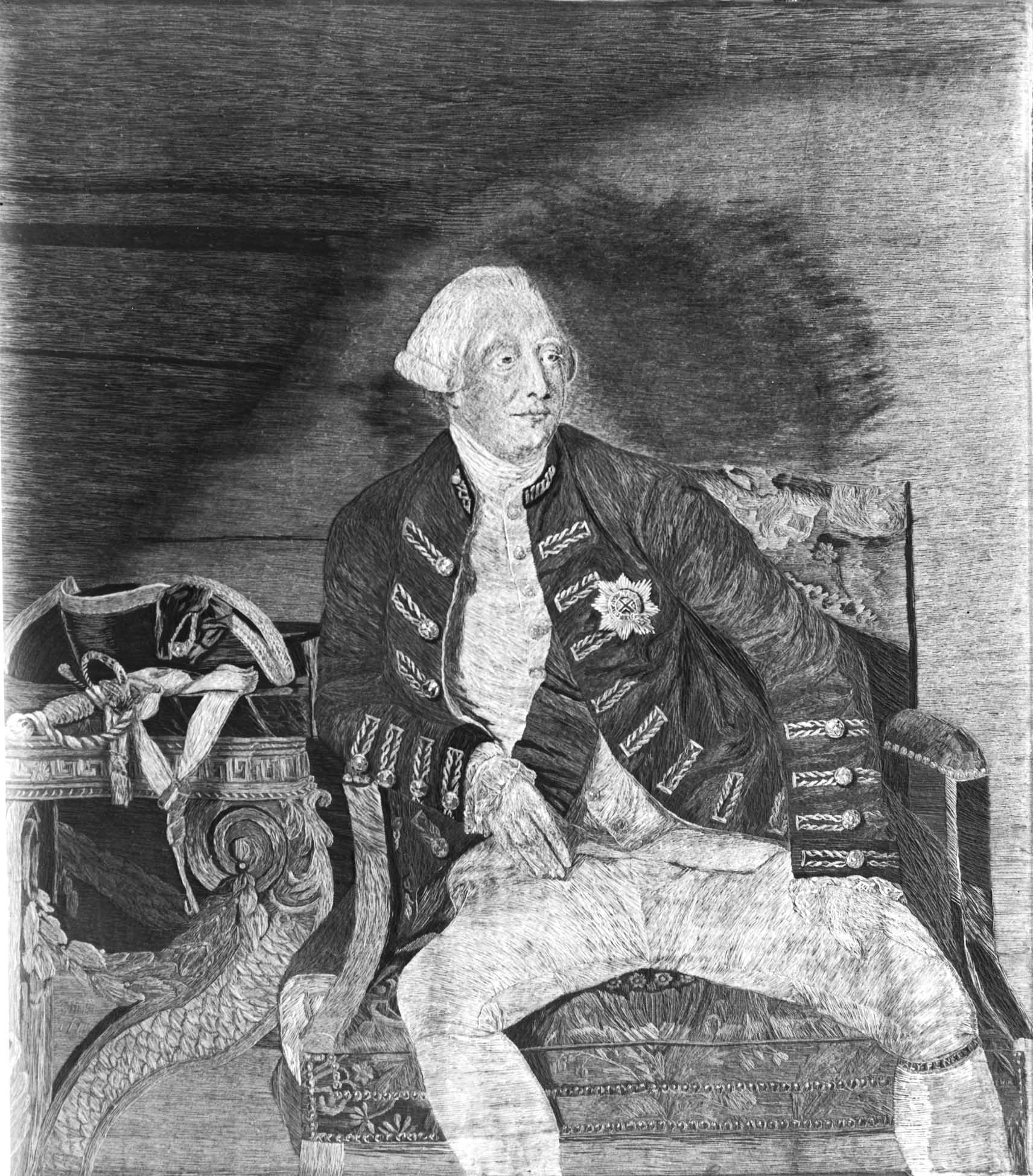
رسم بالإبرة للملك جورج الثالث ملك إنجلترا بواسطة ماري موريس نولز بعد لوحة لزوفاني

### نشأتها
ولدت لأسرة تنعم بالرخاء من الجيل الثالث من الصحابيين في روجيلي، ستافوردشاير في عام 1733. نشأت ماري على تعليم عملي في منزل والديها، لكن اشتمل تعليمها أيضًا على بعض المواد العلمانية. تعلمت كتابة الشعر والاستشهاد بالكلاسيكيات واستخدام العبارات اللاتينية وتحليل النظريات العلمية الحالية. حققت نجاحًا في مجال الفنون، تعلمت الرسم والتلوين، تحلت بفهم جيد لعلم النبات وكانت تتحدث الفرنسية بطلاقة على ما يبدو.[بحاجة لمصدر]
لم تحصر صداقاتها ضمن إطار جمعية الأصدقاء الدينية. خلال فترة المراهقة، شكلت صداقة استمرت طوال الحياة مع آنا سيوارد الأصغر منها، وهي ابنة رجل دين أنجليكي في ليتشفيلد المجاورة. كان والد آنا، الكاهن توماس سيوارد، مؤيدًا لتعليم الفتيات، وكانت آنا أيضًا قد تلقت تعليمًا كاملًا ودرست العلوم والترجمات الإنجليزية للكلاسيكيات والشعر. صادقت ماري أيضًا شخصًا في سن والديها، سامبسون لويد الثاني من برمنغهام. غدت شركة عائلة لويد السلالة المصرفية، مؤسسي مصرف لويدز. شارت ماري إلى أفراد هذه العائلة البارزة بـ «أقربائها» ومن المحتمل أنهم كانوا على قرابة بها من جهة والدتها. صممت ماري في منزل لويدز، المعروف ببساطة باسم المزرعة، في خمسينيات القرن الثامن عشر بعض الحدائق.[بحاجة لمصدر]

### شبابها
قاومت ماري الأسرة والسلطة الدينية، مارست حقها في اختيار زوجها: كان من بين الأولويات القصوى ضمن جمعية الأصدقاء الدينية في ذلك الوقت أن تتزوج المرأة بشكل مدبر. أدى ذلك إلى صراع حاد بين ماري وجون كيندال، أحد الصحابيين المتشددين، وإلى كتابتها «مذكرات إم إم، عانس الأبرشية» وهو رسالة إلى كيندال ولكن نص إجتماعي أيضًا يوضح كيفية اختلاف الآراء فيما يتعلق بتعليم وسلوك النساء، الاستعداد للحياة المنزلية وعلى وجه التحديد حق المرأة في اختيار زوجها. كتبت ماري ضمن «المذكرات» أيضًا مقال قصير بعنوان «ذا بودنغ مكينغ مورتال»، جادلت في هذا المقال بأنه نظرًا لأن «الحوادث قد تحدث لأفضل أنواع حلويات البودينج في العالم» فيجب تعليم العلوم لكل امرأة. وتقارن كيف من الممكن أن تتفاعل هي أو إخدى أخواتها المتعلمات مع حادثة كيس حلوى البودينج المنفجر هذا مقارنةً بالأخريات اللواتي لم يتلقين تعليمًا جيدًا. كانت تعتقد، على غرار إليزابيث كارتر المعاصرة، أن الانضباط الفكري قابل للتطبيق على الطهي مثلما هو الحال بالنسبة لمجالات الدراسة الأخرى.

### زواجها
في عام 1767، في سن الرابعة والثلاثين، تزوجت ماري من توماس نولز، صيدلي من جمعية الأصدقاء الدينية أيضًا من يوركشاير، إلا أنها عاهدت نفسها أنها لن تصبح «آلة خاملة ضعيفة ومجرد زوجة مبتسمة». على الرغم من مقاومتها سابقًا لفكرة الزواج، لكنها تزوجت وكان زواجها سعيدًا، وبحلول أبريل عام 1768 كانت حاملًا في شهرها السادس. عانت من مخاض صعب، ووثقت معاناتها من خلال الرسائل والقصائد البطولية. في يوليو 1768 كادت ماري أن تموت وهي تلد ابنها موريس الذي عاش ليوم واحد. بعد تعافيها من الولادة، انتقلت ماري وتوماس إلى برمنغهام، التي كانت أقرب إلى والدتها بالإضافة إلى توفر مجموعة واسعة من الفرص الاقتصادية والاجتماعية والثقافية فيها. ومن هناك غيّرت حياتيهما من خلال إنجازها الفني، وذلك رغم وفاة أختها الصغرى ووالدتها.

### حياتها كأرملة
بعد وفاة زوجها، وجدت ماري العزاء في إيمانها الديني القوي واستمتعت بتبادل الرسائل مع العديد من صديقاتها. أصبحت أرملة ثرية وأمًا حنونًا لابنها جورج. بصفتها أرملة و «المنفذة الوحيدة» لوصية زوجها، احتفظت ماري بجميع ثروات زوجها وممتلكاته. اكتسبت من خلال ذلك دفعة بالنسبة لوضعها الاجتماعي أيضًا. على الرغم من انتشار الشائعات المتعلقة بزواجها لمرة أخرى، لكن ذلك لم يكن صحيحًا. لم تكن السنوات التي أعقبت وفاة زوجها موثقة بشكل جيد. مع ذلك وعلى ما يبدو فقد غادرت المنزل الذي أقامت فيه مع زوجها في شارع لومبارد وانتقلت إلى منزل في شارع باسنغال، رقم سبعة. بناءً على رسائل آنا سيوارد، يبدو أن ماري قد تنقلت عبر البلاد خلال عام 1787. في وقت ما خلال عام 1787 وأوائل عام 1788، طورت ماري اهتمامًا بالمغناطيسية الحيوانية والظواهر الخارقة للطبيعة. كانت المغناطيسية الحيوانية رائجة خلال هذا الوقت، بالإضافة إلى فن التغلب على الأمراض من خلال الإرادة بمساعدة حركة يدين لطيفة. على ما يبدو فلم يدم هذا الاهتمام بالظواهر الخارقة للطبيعة لوقت طويل.
وقد أقحمت ماري نفسها في العمل الذي باشره زوجها مع دعاة إلغاء عقوبة الإعدام أيضًا. اعتبرت ماري أن الحرية هي حق مكتسب للجميع، بالإضافة إلى فكرة أن الحرية تشمل السياسة والدين. ودعمت على وجه الخصوص الحق في الحرية للجميع بغض النظر عن لون البشرة ودعت إلى تحرير العبيد.
في عام 1789، عادا ماري وجورج إلى لندن حيث دخل جورج إلى مكتب محاسبة وانتقلت ماري إلى شارع لومبارد رقم 53. واصلت ماري هناك ممارسة كرم الضيافة الذي تعلمته في جمعية الأصدقاء الدينية وفتحت منزلها لأصدقائها وأقاربها.
نشرت عام 1791 نشرت صفحة ونصف في مجلة جنتلمان من سردها الخاص لحوارها. كان هذا ردًا على عرض بوسويل لحوارها مع صامويل جونسون في مجلدين بعنوان حياة صامويل جونسون إل إل دي. على الرغم من تراجعها في الحياة الاجتماعية والأدبية في لندن منذ وفاة زوجها، فقد حققت قفزة في الساحة الأدبية الأكثر شعبية من خلال نشرها في مجلة جنتلمان. لكنها اتخذت هذه القفزة دفاعًا عن صديقتها وعن الدين، وكذلك لممارسة التمثيل الذاتي. لقد ارتكبت هذا العمل المتطرف في نفس الوقت الذي مثلت فيه الثورة الفرنسية أخطر تحدٍ حتى الآن للراديكاليين الإنجليز.

### وفاتها
في يناير 1807 كانت ماري مريضة للغاية. أدى هذا المرض إلى وفاتها صباح 3 فبراير 1807 في منزلها في إيلي بليس عن عمر يناهز 73 عامًا. أثناء مرضها، زارها العديد من الأصدقاء والعائلة، بمن فيهم ابنها جورج الذي لم يتزوج. مرّت خلال تلك الفترة أيضًا بمرحلة قاسية من الشك بالنفس والقلق. كان هذا بسبب ندمها على أفعالها السابقة بالإضافة إلى عدم قدرتها على «الشعور بحضوره، ذاك الذي سعت إلى القدرة على الصلاة له والعبادة؛ والذي كثيرًا ما دعت إليه طلبًا للمغفرة». جلست آن فراي كابر إلى جانب ماري وهي على فراش الموت ولاحظت أن ماري قد شككت على وجه التحديد في قيمة إنجازاتها. في حين أن معتقداتها التي اكتسبتها من جمعية الأصدقاء الدينية لم تكن موضع شك، فقد أدى الاندماج الاجتماعي الذي ساهمت فيه إلى ظهور تعريفات جديدة لسلوك الصحابيين المقبول، وعلى ما يبدو فقد كانت ماري نفسها تشكك في ممارستها السابقة لمذهب الصحابيين. على الرغم من أنها كانت مغمورة بالشك الذاتي، لكنها أعربت عن أملها في خلاصها. أصبحت شهرتها وثروتها ومكانتها الاجتماعية أعباءً عليها على فراش الموت، إذ اعتبرت أنها حققت كل ذلك من خلال اختبارها طيلة حياتها لحدود إيمانها بعقيدة الصحابيين. من خلال اعترافها بمخاوفها وشكوكها، غدت ماري في موتها مثالًا للآخرين، مثلما كانت طيلة فترة حياتها. بعد وفاتها خلّد أصدقاؤها ومعارفها ذكراها بصفتها أديبة، امرأة وطنية، سياسية، فنانة وصحابية مخلصة. تُظهر حياتها وموتها الروابط المعقدة المتداخلة بين الدين والجنس والراديكالية في القرن الثامن عشر الطويل. دُفنت ماري مع زوجها توماس في مقبرة جمعية الأصدقاء الدينية في بونهيل فيلدز. انضم إليهما ابنهما جورج بعد وفاته في عام 1820. كانت وفاة جورج نهاية نسلها المباشر.
بصفتها راديكالية، دافعت ماري موريس نولز عن حرية النساء والأفارقة وذكّرت المستهلكين بالعلاقة بين التبغ والعبودية. تُظهر كتاباتها أن نساء الطبقة الوسطى، بالإضافة إلى النخبة، قد وجدن طرق عديدة للتعبير عن آرائهن السياسية. وُزعت وحُفظت مخطوطات نولز، التي كانت خاصة على ما يبدو والتي تعبر عن آرائها السياسية وتحمل الدليل على أهمية المشاركة النسائية خلال الفترة التشكيلية من حملة الإبطالية المعادية للعبودية. يكشف التعريف الموسع للمشاركة السياسية عن جوانب غير مستكشفة من تاريخ الإلغاء ويقترح موارد غنية لمزيد من البحث حول الروابط المعقدة بين النوع الاجتماعي والإلغاء والتغيير السياسي.